# Jollenpad
Het Jollenpad is een pad in Amsterdam-Zuid.

## Pad
De straat kreeg op per 10 juni 1936 per raadsbesluit van de gemeente Amsterdam haar naam, een vernoeming naar een type zeilboot, de jol. Meerdere straten in deze buurt werden vernoemd naar boten. Het pad gaf vanaf het begin toegang tot een jachthaven ten noorden van het Amsterdamse Bos en ten zuiden van de Nieuwe Meersluis. Het Jollenpad liep in eerste instantie vanaf de Amstelveenseweg over de spoorlijn Aalsmeer – Amsterdam Willemspark richting het Nieuwe Meer (daar waar de Jachthavenweg liep).
In de loop der tijden is de situatie ter plaatse volledig veranderd met als laatste grote wijziging van rond 1998, toen het Jollenpad opnieuw gedefinieerd werd. De straat loopt met vertakkingen op een eiland waaraan ligplaatsen liggen. Het pad begint dan aan de Jachthavenweg, de kustweg van het Nieuwe Meer en loopt het jachthavengebied in. Het Jollenpad loopt dood, de enige toegang is tevens de enige uitgang. Het Jollenpad geeft als enige weg toegang tot het Punterspad (vernoemd naar punter). Ook is het, sinds de sluiting van brug 2199, voorlopig de enige toegang tot het Damloperspad; dat pad heeft niets te maken met de Dam tot Damloop, maar is vernoemd naar het scheeptype damloper. Ten westen van het begin van het Punterspad loopt het Jollenpad dood op het Nieuwe Meer, ten zuiden van Punterspad loopt het Jollenpad dood op de IJssloot.
Bij die laatste definiëring van het Jollenpad werden er in de buurt ook graafwerkzaamheden verricht waarbij er meer water kwam. Er kwam voorts meer bebouwing, bijvoorbeeld achter de terreinen van de tot dan toe grote blikvanger alhier, de Watertoren Amstelveenseweg. Zo ontstond mede het schiereiland waarop het Damloperspad loopt. Door water te graven moesten er ook een drietal bruggen aangelegd worden.
De enige gebouwen aan het Jollen- en Punterspad zijn gebouwen die betrokken zijn bij de jachthaven, zoals voor watersportverenigingen. Het Damloperspad kent geen bebouwing.

## Spoorlijn en museumtramlijn
Ten noorden van overweg van de spoorlijn in het Jollenpad werd in 1976 een emplacement met vier sporen aangelegd t.b.v. de bouw van de Schiphollijn. Vanaf 1979 had de Electrische Museumtramlijn Amsterdam hier zijn eindhalte. In 1981 werd het emplacement opgebroken en kreeg de museumtramlijn er een wisselplaats en werd vanaf het Jollenpad verlengd naar de Kalfjeslaan. De halte kreeg later de naam Zuiderhof, vernoemd naar de inmiddels verrezen kantoorgebouwen.

## Bruggen
De drie bruggen zijn in een kort tijdsbestek achter elkaar gebouwd:
- brug 2197 is een vaste brug, die toegang geeft vanaf de Jachthavenweg tot het jachthavencomplex en ook tot het Damloperspad, een zijpad van het Jollenpad
- brug 2198 is een vaste brug, die toegang geeft tot het daadwerkelijke jachthavengebied en daarmee ook tot het Punterspad, bruggen 2197 en 2198 zijn van hetzelfde type en ook van dezelfde bouwer, Haasnoot Bruggen uit Rijnsburg, de balusters hebben de vorm van de staanders in remmingswerk
- brug 2199 was een kleine ophaalbrug die aan de noordkant van het Damloperspad de verbinding verzorgde met de Jachthavenweg. In verband met werkzaamheden voor de verbreding van de Ringweg-Zuid (A10) werd dit deel van de Jachthavenweg afgesloten en werd brug 2199 onklaar gemaakt; oversteek is niet meer mogelijk; het schiereilandje werd in gebruik genomen door ganzen. In augustus 2022 werd het brugje tijdelijk weer teruggeplaatst (tot 2024).[2]

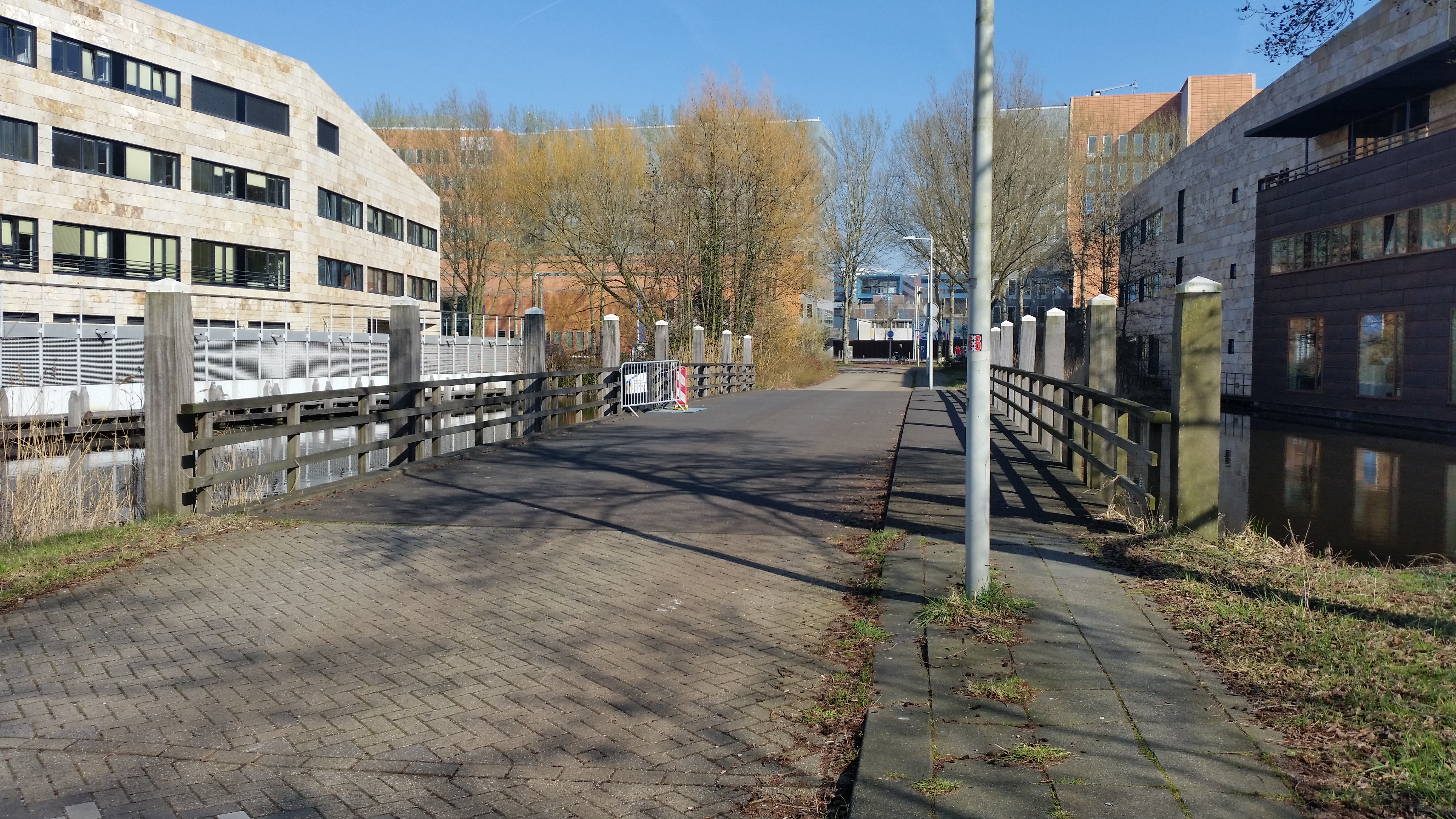
Brug 2197, richting Jachthavenweg (maart 2019)
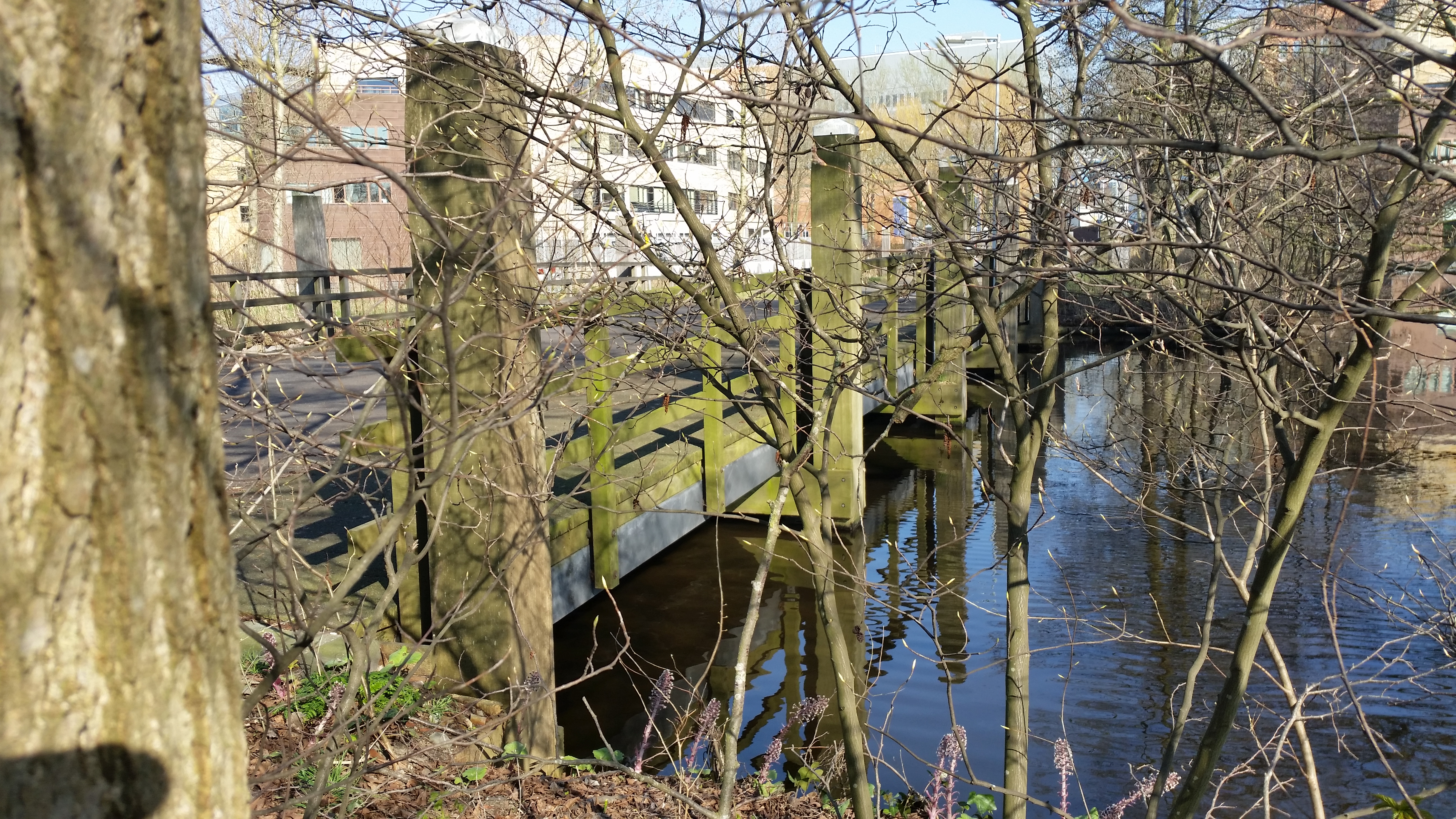
Brug 2198, richting Damloperspad en Jachthavenweg (maart 2019)
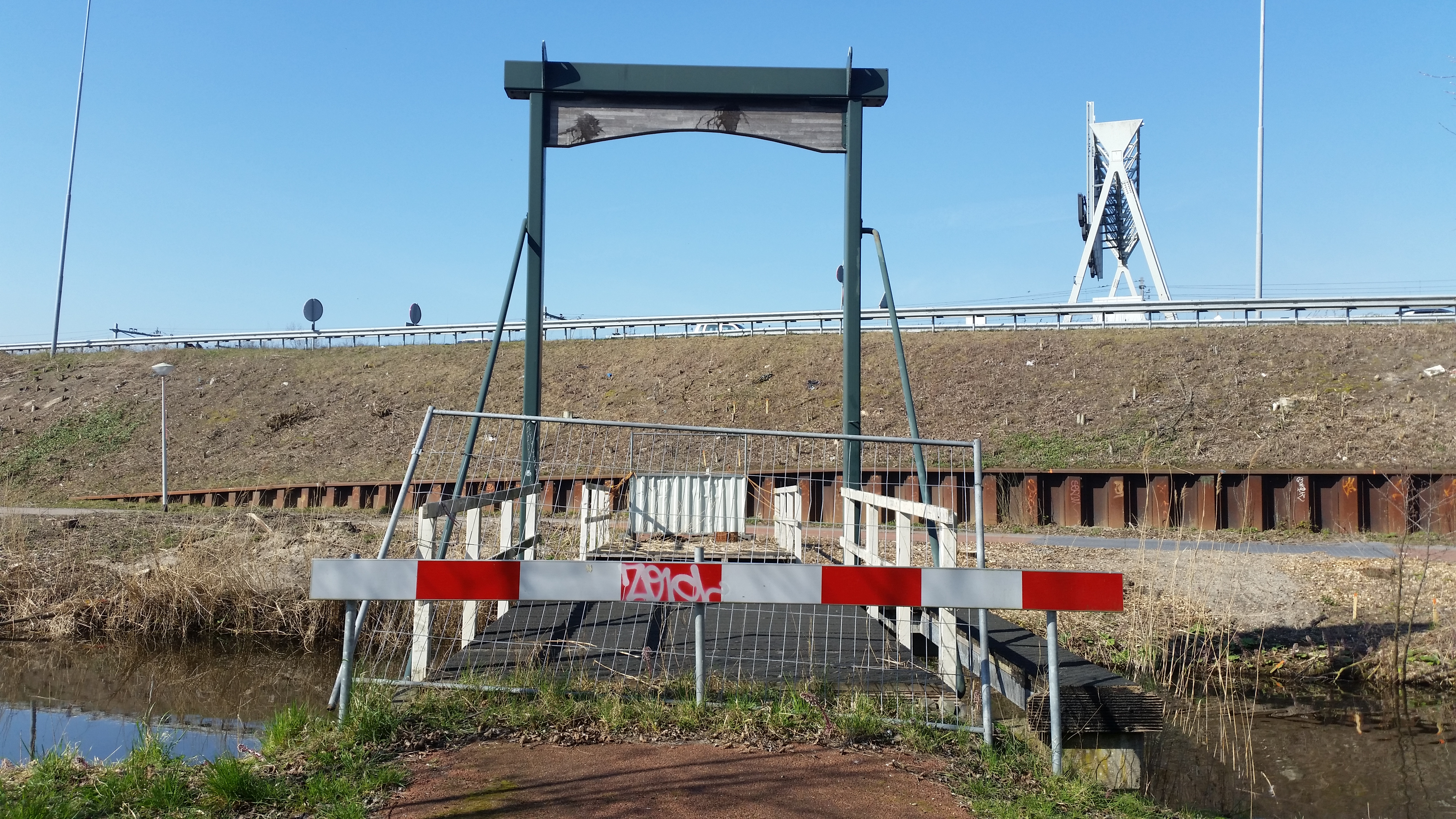
Brug 2199 (afgesloten), met daarachter de Ringweg (A10) (maart 2019)

2100 · 2102 · 2103 · 2105 · 2106 · 2107 · 2108 · 2109 · 2110 · 2111 · 2112 · 2113 · 2114 · 2115 · 2120 · 2121 · 2125 · 2127 · 2128 · 2129 · 2130 · 2131 · 2132 · 2133 · 2134 · 2135 · 2136 · 2137 · 2138 · 2139 · 2140 · 2141 · 2142 · 2143 · 2144 · 2145 · 2146 · 2147 · 2148 · 2149 · 2150 · 2151 · 2152 · 2153 · 2154 · 2155 · 2156 · 2157 · 2158 · 2159 · 2160 · 2161 · 2162 · 2163 · 2164 · 2165 · 2166 · 2167 · 2168 · 2169 · 2170 · 2171 · 2172 · 2173 · 2174 · 2175 · 2176 · 2178 · 2179 · 2180 · 2181 · 2182 · 2183 · 2184 · 2185 · 2186 · 2188 · 2189 · 2190 · 2191 · 2192 · 2193 · 2194 · 2195 · 2196 · 2197 · 2198 · 2199
Overige brugnummers zijn niet (meer) vergeven, behalve brug 2177, een verdwenen brug in Park Frankendael.